# Stillinghausen
Stillinghausen ist ein Weiler in der Gemeinde Wipperfürth im Oberbergischen Kreis im Regierungsbezirk Köln in Nordrhein-Westfalen (Deutschland).

## Lage und Beschreibung
Der Ort liegt südöstlich der Stadt Wipperfürth. Am östlichen Ortsrand entspringt der in die Wupper mündende Stillinghausener Siepen. Nachbarorte sind Wipperfürth, Niedergaul und Lendringhausen.
Politisch wird Stillinghausen durch den Direktkandidaten des Wahlbezirks 7.2 (072) südöstliches Stadtgebiet im Rat der Stadt Wipperfürth vertreten.

## Geschichte
1283 wird der Ort erstmals unter der Bezeichnung „Stillinckhusen“ genannt. Ein in dieser Zeit bei dem Ort stehender Grenzstein markiert dort den Verlauf der Wipperfürther Bannmeile. Die Karte Topographia Ducatus Montani aus dem Jahre 1715 zeigt an der Stelle von Stillinghausen einen als „Freyhof“ markierten Hof und bezeichnet diesen mit „Stilinghusen“. Die Topographische Aufnahme der Rheinlande von 1825 zeigt auf umgrenztem Hofraum unter der Bezeichnung „Stillinhausen“ drei Grundrisse.